# Hamilton, Texas
Hamilton là một thành phố thuộc quận Hamilton, tiểu bang Texas, Hoa Kỳ. Năm 2010, dân số của xã này là 3095 người.

## Dân số
- Dân số năm 2000: 2977 người.
- Dân số năm 2010: 3095 người.